# Storie della vita di sant'Agostino

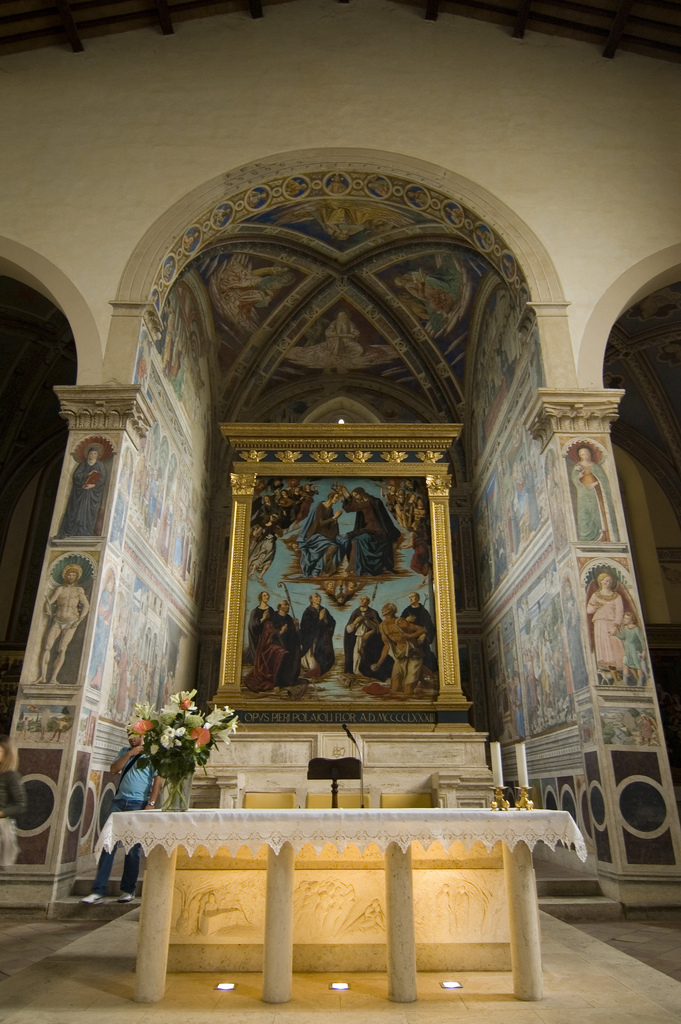
Il coro di Sant'Agostino

Le Storie della vita di Sant'Agostino sono un ciclo di affreschi commissionati da fra' Domenico Strambi nel 1464 al pittore Benozzo Gozzoli, che li dipinse con i suoi collaboratori nel coro della chiesa di Sant'Agostino a San Gimignano.
In tutto si tratta di 17 storie, illustrate con grande dovizia di particolari.

Questi affreschi sono in restauro dal 2018; il bravissimo restauratore è riuscito a far durare i lavori fino a tutto il 2023.

## La disposizione delle scene affrescate
Ognuna delle tre pareti del coro della chiesa, sulle quali si collocano le scene, è divisa in tre registri: la narrazione comincia sulla parete di sinistra, nel registro inferiore (2 scene), per poi passare alla parete centrale (3 scene) e quindi alla parete di destra (2 scene), sempre nel registro inferiore; a questo punto riprende dal registro mediano della parete di sinistra (2 scene), per passare di nuovo a quella centrale (2 scene) e quella di destra (2 scene); la narrazione si conclude con la lunetta in alto della parete di sinistra, le due scene della parete centrale e la lunetta della parete destra.

## Elenco delle scene
Le scene in dettaglio sono:

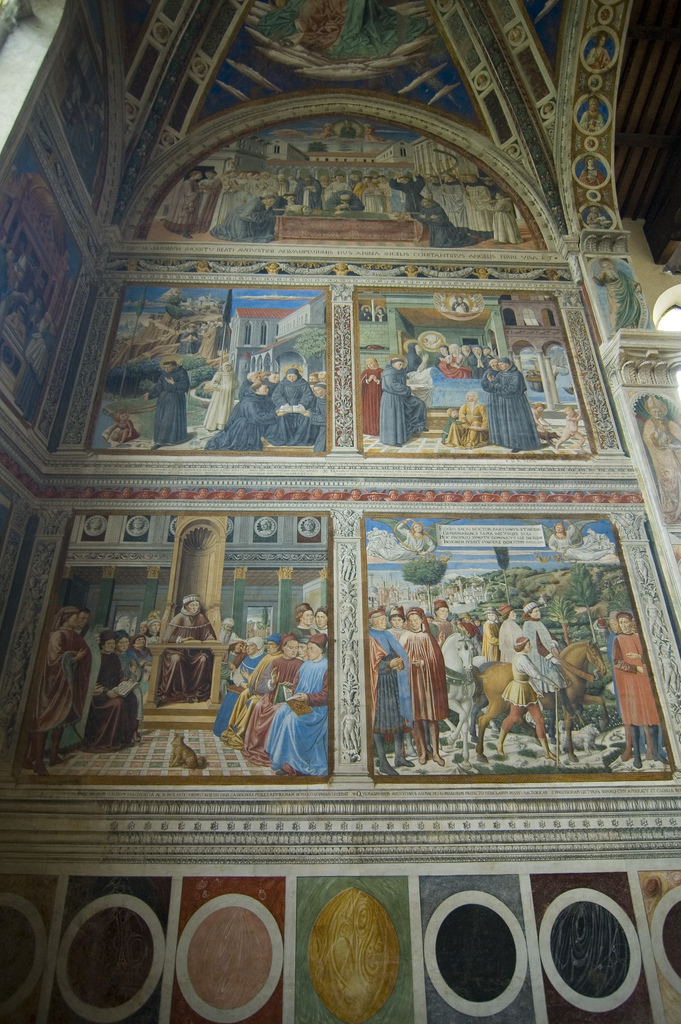
Storie di Sant'Agostino

1. Agostino accompagnato dai genitori ascuola; Agostino a scuola con il maestro di grammatica
2. Agostino ammesso all'università di Cartagine
3. Santa Monica prega per il figlio
4. Monica piange Agostino che parte per Roma
5. Agostino sbarca ad Ostia ed è accolto da Simmaco, prefetto della città
6. Agostino insegna retorica e filosofia a Roma
7. Agostino parte per Milano
8. Agostino arriva a Milano: incontro con l'imperatore Teodosio I e con il vescovo Ambrogio
9. Agostino discute con Ambrogio; Monica prega Ambrogio per la conversione del figlio; Agostino ascolta la predica di Ambrogio;
10. Conversione di Agostino
11. Agostino è battezzato nel Duomo di Milano da Sant'Ambrogio
12. Agostino tra gli eremiti della Tuscia; Agostino consegna la regola agli Eremitani; Agostino e il Bambino sulla spiaggia
13. Estasi di Ostia; Morte di Santa Monica a Ostia; Agostino parte per l'Africa
14. Agostino consacrato vescovo benedice il popolo di Ippona
15. Agostino confuta Fortunato
16. San Girolamo appare ad Agostino
17. Funerale di Agostino a Ippona

Sempre di Benozzo sono gli affreschi con i quattro evangelisti nelle vele della volta del coro.

## Scelte iconografiche
- Sant'Agostino nella prima parte del ciclo è raffigurato come maestro e studioso laico e dalla scena successiva alla conversione diventa anacronisticamente un frate eremitano (ordine in realtà fondato con la Magna Unio del 1256).
- La committenza degli eremitani è alla base anche della scena ambientata in Tuscia, in cui Agostino viene raffigurato prima tra gli eremiti, e poi tra gli Eremitani, già vestiti con il saio nero e la cinta di cuoio, a cui consegna la regola. L'anacronistica presenza degli Eremitani è evidente anche nella scena del battesimo, della morte di Monica e in quella dei funerali del santo.
- Il ruolo basilare di santa Monica all'interno del ciclo è probabilmente un'eco del rinnovato interesse sulla sua figura, soprattutto dopo la traslazione delle sue reliquie dalla chiesa di Santa Aurea a Ostia a quella di San Trifone a Roma, avvenuta nel 1430. Nel 1455, invece, erano state collocate in una cappella della chiesa di Sant'Agostino, titolazione che venne data alla nuova fondazione costruita rinnovando l'antica San Trifone.